# Гекатон з Родосу
Гекато або Гекатон Родоський (грец. Ἑκάτων ; бл. 100 р. до н. Е.) — давньогрецький філософ-стоїк.
Гекатон був родом з Родосу та учнем Панеція, але про його життя не відомо нічого іншого. Ймовірно був видатним стоїком того періоду.

## Праці
Гекатон був продуктивним письменником, але його твори не збереглись, навіть фрагментарно. Діоген Лаертіус згадує шість трактатів, написаних Гекатоном:
- Περὶ ἀγαθῶν — Про товари; щонайменше у дев'ятнадцяти книгах.
- Περὶ ἀρετῶν — Про чесноти .
- Περὶ παθῶν — Про пристрасті .
- Περὶ τελῶν — Про закінчення .
- Περὶ παραδόξων — Про парадокси; щонайменше у тринадцяти книгах.
- Χρεῖαι — Максими .

Цицерон пише, що Гекато також написав працю «Про обов'язки» (лат. De Officiis), присвячений Квінту Туберо. Гекато також часто згадується Сенекою-молодшим у його трактаті «De Beneficiis». Сенека також цитує Гекато в Моральних листах до Луцілія ;

## Вчення
За твердженнями Діогена, Гекато розділив чесноти на два види, ті, що базуються на наукових інтелектуальних принципах (тобто мудрість і справедливість), і ті, що не мають такої основи (наприклад, поміркованість і наслідкове здоров'я та бадьорість). Як і раніше стоїки, Клеанф і Хрісіппа, Гекатон також вважав, що чеснота може бути дисципліною, яку викладатають.

Цицерон показує, що його дуже цікавили казуїстичні питання, як, наприклад, чи може бути виправданий добрий чоловік, який отримав монету, яку він знав як погану, якщо передав її іншому. Загалом, він схильний розглядати власні інтереси як найкращий критерій. Це він модифікує, пояснюючи, що власні інтереси засновані на життєвих стосунках; людині потрібні гроші заради своїх дітей, своїх друзів та держави, загальне процвітання якої залежить від багатства її громадян:
«Обов'язком мудрої людини є піклування про свої приватні інтереси, водночас не роблячи нічого, що суперечить цивільним звичаям, законам та установам. Але це залежить від нашої мети у пошуку процвітання; адже ми прагнемо бути багатими не лише для себе, а для своїх дітей, родичів, друзів і, перш за все, для своєї країни. Бо приватні статки людей є багатством держави.»